# Torrie Robertson
Torrie Andrew Robertson (* 2. August 1961 in Victoria, British Columbia) ist ein ehemaliger kanadischer Eishockeyspieler, der im Verlauf seiner aktiven Karriere zwischen 1976 und 1990 unter anderem 464 Spiele für die Washington Capitals, Hartford Whalers und Detroit Red Wings in der National Hockey League (NHL) auf der Position des linken Flügelstürmers bestritten hat. Robertson, dessen älterer Bruder Geordie ebenfalls professioneller Eishockeyspieler war, verkörperte den Spielertyp des Enforcers.

## Karriere
Robertson verbrachte den Beginn seiner Juniorenzeit zwischen 1976 und 1978 zunächst bei den Nanaimo Clippers in der British Columbia Junior Hockey League (BCJHL). Von dort wechselte der Flügelstürmer in die höherklassige Western Hockey League (WHL) zu den Victoria Cougars aus seiner Geburtsstadt Victoria. Im Trikot der Cougars absolvierte Robertson drei Spielzeiten in der WHL und gewann mit dem Team im Jahr 1981 den President’s Cup, die Meisterschaftstrophäe der WHL. Zum Gewinn des Titels steuerte der Enforcer in insgesamt 74 Spielen 134 Scorerpunkte bei, die ihm die Wahl ins Second All-Star Team der Liga bescherten. Demgegenüber standen 329 Strafminuten.
Nachdem der Kanadier bereits im NHL Entry Draft 1980 in der dritten Runde an 55. Position von den Washington Capitals aus der National Hockey League (NHL) ausgewählt worden war, wechselte der junge Kanadier noch zum Ende der Saison 1980/81 in den Profibereich und debütierte für die Capitals in der NHL. In seiner ersten vollständigen Profisaison pendelte Robertson zwischen dem NHL-Kader der Hauptstädter und dem des Farmteams Hershey Bears aus der American Hockey League (AHL). Bei den Bears bestritt er auch den Großteil des Spieljahres 1982/83, ehe er im Oktober 1983 für die Capitals entbehrlich geworden war und im Tausch für Greg Adams zu den Hartford Whalers transferiert wurde.
Bei den Whalers gelang dem 22-Jährigen der Sprung zum NHL-Stammspieler sowie die Einbringung seiner Offensivqualitäten in sein Spiel. Robertson absolvierte zunächst drei erfolgreiche Spielzeiten in Hartford, die er mit einer Karrierebestmarke von 41 Scorerpunkten krönte. In der folgenden Saison bestätigte er mit 37 Punkten diese Leistung und stellte mit 358 Strafminuten in der regulären Saison einen Franchise-Rekord auf. Kurz nach dem Beginn der Saison 1986/87 zog sich der Angreifer Ende November 1986 bei einem Sturz in einem Faustkampf mit Shayne Corson einen Schien- und Wadenbeinbruch zu und fiel nach einer anschließenden Operation bis Mitte November 1987 aus. Danach erreichte Robertson nicht mehr seinen vorherigen Leistungsstand, sodass er im März 1989 und nach einem weiteren Beinbruch an die Detroit Red Wings abgegeben wurde. Im Gegenzug wechselte Jim Pavese zu den Whalers.
In Detroit gelang es dem Offensivspieler nicht, sich dauerhaft im Kader zu halten. Nachdem er nach dem Wechsel noch zwölf Partien ausschließlich für die Red Wings in der NHL absolviert hatte, wurde er im Verlauf der Saison 1989/90 immer wieder im Farmteam Adirondack Red Wings in der AHL eingesetzt. Schließlich beendete Robertson bereits im Alter von 29 Jahren seine aktive Karriere, nachdem er in der Spielzeit 1990/91 jeweils einmal für die Rochester Americans in der AHL sowie die Albany Choppers in der International Hockey League (IHL) aufgelaufen war.

## Erfolge und Auszeichnungen
- 1981 President’s-Cup-Gewinn mit den Victoria Cougars
- 1981 WHL Second All-Star Team

## Karrierestatistik
(Legende zur Spielerstatistik: Sp oder GP = absolvierte Spiele; T oder G = erzielte Tore; V oder A = erzielte Assists; Pkt oder Pts = erzielte Scorerpunkte; SM oder PIM = erhaltene Strafminuten; +/− = Plus/Minus-Bilanz; PP = erzielte Überzahltore; SH = erzielte Unterzahltore; GW = erzielte Siegtore; 1 Play-downs/Relegation; Kursiv: Statistik nicht vollständig)